# Fiat Punto Evo
La Fiat Punto Evo è un'automobile di tipo utilitaria prodotta dalla casa automobilistica italiana FIAT a partire dal 2009, dopo la presentazione ufficiale avvenuta il 17 settembre dello stesso anno al Salone di Francoforte. Commercializzata in Italia a partire dal 10 ottobre 2009 nasce come vettura destinata a raccogliere in parte l'eredità della Grande Punto, senza sostituirla nella gamma. La vettura corrisponde all'evoluzione della terza generazione della serie Punto (infatti in molti paesi continua a essere venduta come Fiat Punto) e l'aggettivo Evo è stato aggiunto al lancio per distinguerla dalla Grande Punto. Il 3 dicembre 2011 al Motor Show di Bologna viene presentata dalla FIAT il modello Punto 2012, che unisce, di fatto, i modelli Grande Punto e Punto Evo; che, a partire da gennaio 2012 escono dal listino ufficiale decretando, in tal modo, la fine della produzione di questi ultimi.

## Il contesto
La Punto Evo è di fatto un profondo restyling della Grande Punto, il più deciso dall'anno del suo esordio. La Punto Evo è stata presentata, come detto, al salone dell'automobile di Francoforte il 15 settembre 2009. La vettura misura 4,065 metri di lunghezza, con un aumento di tre cm rispetto al passato, mentre sono rimaste immutate larghezza, altezza e passo, che rimangono attestate rispettivamente a 169, 149 e 251 centimetri. Questo restyling è frutto di un investimento pari a 220 milioni di euro da parte della casa che ha voluto incrementare oltre alla qualità anche l'immagine di questo modello che risulta essere una delle vetture di maggior successo nella storia della casa torinese con oltre 7 milioni di esemplari prodotti.

## Stile
I mutamenti del design hanno riguardato in special modo il frontale: il paraurti è stato diviso da un grosso fascione, destinato a ospitare la targa del veicolo, compreso tra due parti in griglia, delle quali la sottostante è più alta ma meno larga rispetto alla sovrastante. Una linea cromata che accoglie il marchio Fiat (simile a quella già presente nella 500) è accompagnata ai propri estremi dai due gruppi ottici che sono stati sollevati in parte ridisegnati, inoltre sono state aggiunte le luci diurne e le luci direzionali incrementati nei faretti antinebbia. La parte posteriore vede l'introduzione di una nuova fanaleria a LED e di una componente ospitante la targa che segue una linea orizzontale nella parte superiore e più sinuosa in quella più bassa.

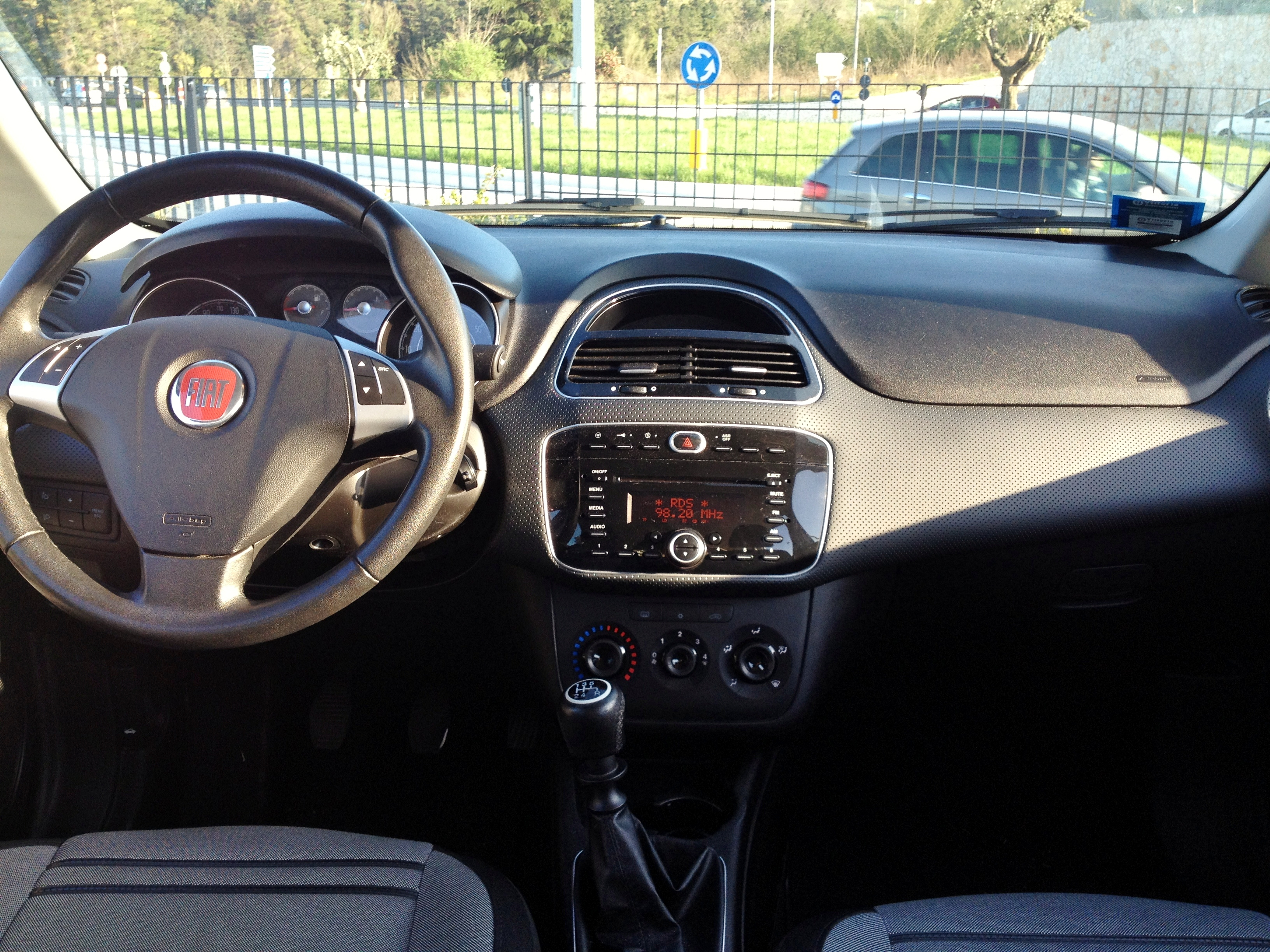
Interni

Le modifiche di stile hanno interessato anche gli interni, totalmente ridisegnati; il centro stile Fiat ha concentrato molte energie e una rilevante parte delle risorse economiche per sostituzione totale dei pannelli interni della vettura per renderli più moderni e meglio rifiniti. L'abitacolo ora presenta elementi curvilinei, laccature e inserti più elaborati oltre che inediti materiali, così come i sedili, il risultato è un ambiente meno sportivo ma più contemporaneo. Completamente rinnovata anche la strumentazione, mentre i vani portaoggetti sono aumentati. In questa nuova versione della punto i fendinebbia con funzione adattativa cornering che seguono i movimento dello sterzo e sono integrati nella presa d'aria centrale inferiore del paraurti, in posizione più centrale.

## Strumentazione e sicurezza
Allo stesso modo di serie sono i nuovi airbag per le ginocchia, aggiunti a tutti gli allestimenti che rimangono immutati. La strumentazione di bordo è caratterizzata da un nuovo sistema di navigazione satellitare, con supporto dedicato, denominato Blue&Me-TomTom che agisce sulla gestione, attraverso uno schermo interattivo touch-screen, delle funzioni combinate di indicazione ai fini della navigazione e di telefono.

## Motorizzazioni
Accanto alla rivisitazione delle forme vedono l'esordio nuove motorizzazioni, i 1.3 Multijet seconda serie da 75 e 95 cavalli (omologati Euro 5) e una nuova serie di motori benzina Multiair, che consentono una riduzione di consumi del 10%, emissioni di anidride carbonica ridotte del 10%, particolato ridotto del 40% e NOx inferiore del 60% rispetto al passato; il tutto a vantaggio della potenza massima incrementata fino al 20%. Il dispositivo Start&Stop è disponibile assieme ai motori benzina e Diesel omologati Euro 5.

## Versioni ecologiche
Come per la Grande Punto, sono disponibili due versioni alimentate sia a benzina sia a gas (Natural Power).

### Punto Evo Natural Power
La Punto Evo Natural Power è la versione alimentata a benzina e gas naturale compresso, con un'autonomia dichiarata superiore a 310 km che sale a oltre 1.000 km con la doppia modalità benzina-metano. Le differenze rispetto alle normali Punto si concentrano nell'altezza dell'autovettura incrementata di 2,14 centimetri a causa delle due bombole installate nella zona inferiore del retrotreno, mentre la lunghezza e la larghezza rimangono immutate. Il motore 1.4 FIRE con 8 valvole è stato leggermente rivisto nell'erogazione e la sua potenza massima è pari a 77 cavalli utilizzando benzina, ma scende a 69 cavalli nel funzionamento a metano, garantendo una coppia motrice pari a 104 N·m a 3.000 giri/min. Il consumo dichiarato è pari a 15,9 km/L nel ciclo medio con un'accelerazione da 0 a 100 km/h registrata in 16,9 secondi e una velocità massima di 156 km/h. Le due bombole di metano possiedono una capacità pari a 84 litri mentre le emissioni di anidride carbonica risultano contenute in 115 grammi emessi per ogni chilometro nel ciclo combinato. La Natural Power è omologata per il trasporto di cinque persone e possiede un bagagliaio dal volume pari a 200 litri ampliabile fino a 955 litri con il divano posteriore reclinato. Tre gli allestimenti disponibili: Active, Dynamic e Emotion. La Natural Power possiede una massa pari a 1.170 kg.

### Punto Evo EasyPower (GPL)

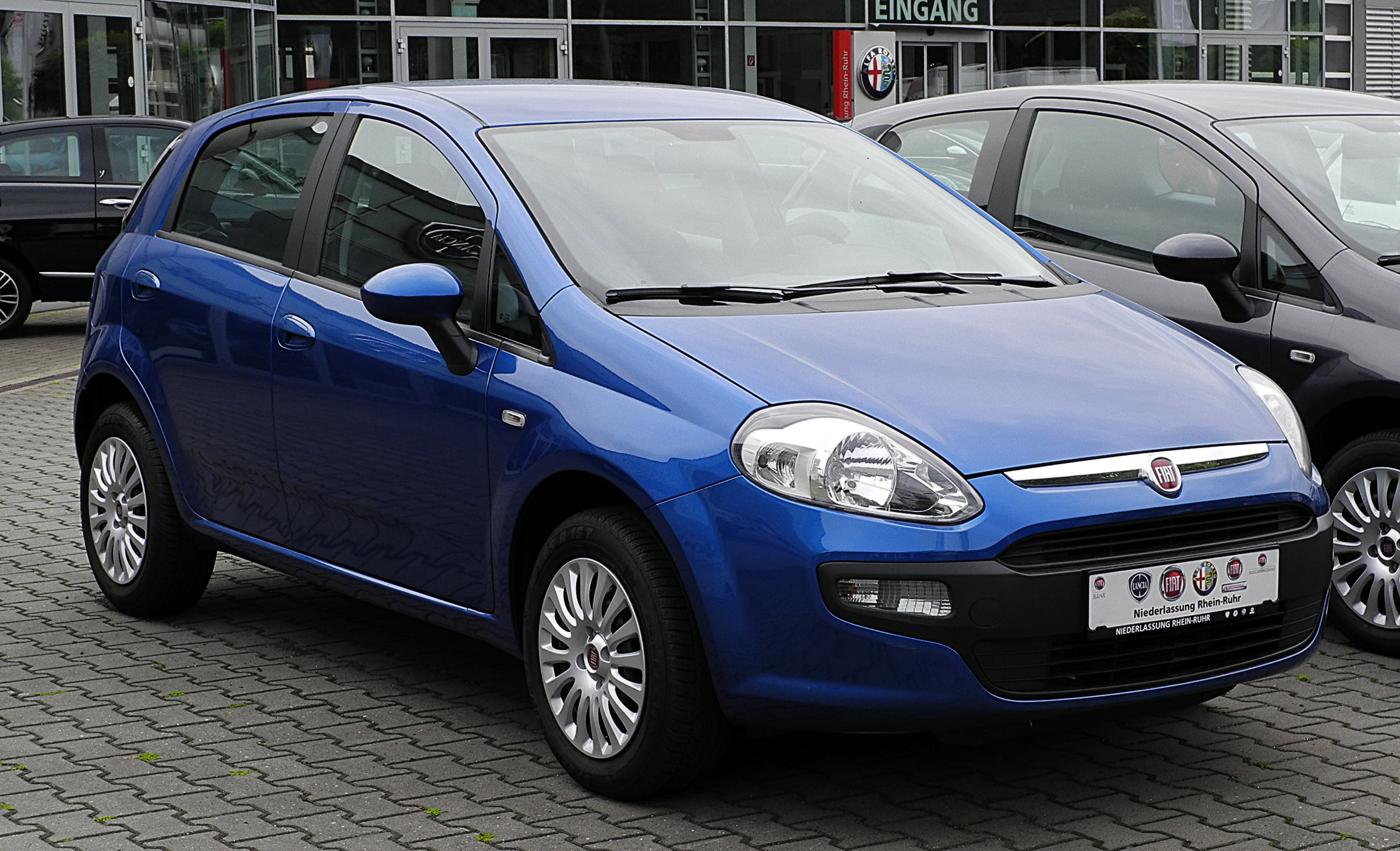
Una Punto Evo a 5 porte

Lanciata inizialmente il 16 gennaio 2009 come Grande Punto GPL, la versione alimentata sia a benzina sia a gas di petrolio liquefatti rimane immutata dal punto di vista meccanico nel passaggio da Grande Punto a Punto Evo. Frutto di un accordo tra la Fiat e la Landi Renzo viene omologata direttamente in fabbrica dove viene installato il serbatoio toroidale di gas, al posto della ruota di scorta, in grado di contenere fino a 38 litri di carburante. Il motore è il 1.4 da 77 cavalli Euro 4 con la testata riprogettata; nel funzionamento a GPL perde due cavalli di potenza mentre la coppia massima rimane immutata. L'autonomia dichiarata è pari a 453 km con un consumo medio di 13,5 km/L. Lo 0–100 km/h viene dichiarato in 13,2 secondi mentre la velocità di punta è pari a 165 km/h. Il peso complessivo dell'autovettura è di 1.025 kg mentre il bagagliaio contiene 252 litri ampliabili fino a 1.007 litri con il divano reclinato. Tre le versioni: Active, Dynamic ed Emotion omologate 5 posti.

## Motorizzazioni
Con l'arrivo della Evo nel 2009 rimangono in produzione i due FIRE 1.2 e 1.4 (quest'ultimo è disponibile anche Euro 5 con Start&Stop), e sono riconfermate anche le versioni Natural Power e GPL, meccanicamente invariate. Vengono inoltre introdotte le motorizzazioni a benzina Multiair nella cubatura da 1,4 litri. La versione aspirata dispone di 16 valvole, eroga una potenza massima pari a 105 cavalli, mentre i consumi dichiarati sono pari a oltre 17 km/L nel ciclo misto con emissioni di CO2 pari a 134 grammi al km. La versione Turbo (che sostituisce il T-jet da 120 cavalli) eroga una potenza massima di 135 cavalli e una coppia di 206 N·m, ed è in grado di consumare meno carburante rispetto alla versione aspirata (17,9 km/L con emissioni pari a 129 grammi al km di CO2). Tutti i Multiair sono abbinati al cambio manuale a 5 marce, sono omologati Euro 5 e dispongono del sistema Start&Stop di serie.
Per quanto riguarda la gamma Diesel esordiscono i nuovi Multijet II sempre da 1,3 litri capaci rispettivamente di 75 e 95 cavalli omologati Euro 5 grazie al filtro antiparticolato DPF che è stato migliorato rispettivamente alle precedenti versioni euro 4; dispongono inoltre del sistema Start&Stop di serie. Emissioni e consumi calano, mentre migliora la risposta ai bassi regimi. Rimangono in produzione le precedenti motorizzazioni Euro 4 prive di filtro antiparticolato, così come il 1.6 Multijet. Nel campo delle trasmissioni il cambio Dualogic guadagna un rapporto (6 totali).
Dal settembre del 2010 il 1.2 FIRE da 69 cavalli, Euro 5 con sistema Start&Stop ha sostituito la precedente versione Euro 4 da 65 cavalli.
| Modello                                 | Disponibilità        | Motore                           | Cilindrata cm³ | Potenza kW (CV) | Coppia massima Nm/rpm | Emissioni CO2 (g/km) | 0–100 km/h (secondi) | Velocità max (km/h) | Consumo medio (km/l) |
| 0.9 TwinAir Turbo 8V Start&Stop         | dal 2012             | 2 cilindri in linea, Benzina     | 875            | 62,5 (85)       | 145/2000              | 98                   | 11,0                 | 173                 | 23,8                 |
| 1.2 FIRE 8V 65                          | dall'esordio al 2010 | 4 cilindri in linea, Benzina     | 1.242          | 48 (65)         | 102/3000              | 135                  | 14,5                 | 155                 | 17,5                 |
| 1.2 FIRE 8V 69                          | dal 2010             | 4 cilindri in linea, Benzina     | 1.242          | 51 (69)         | 102/3000              | 123                  | 14,4                 | 156                 | 19,2                 |
| 1.4 FIRE 8V 77                          | dall'esordio         | 4 cilindri in linea, Benzina     | 1.368          | 57 (78)         | 115/3000              | 139                  | 13,2                 | 165                 | 16,9                 |
| 1.4 FIRE 8V Start&Stop 77               | dall'esordio         | 4 cilindri in linea, Benzina     | 1.368          | 57 (78)         | 115/3000              | 132                  | 13,2                 | 165                 | 17,5                 |
| 1.4 FIRE 8V Start&Stop 77 Dualogic      | dall'esordio         | 4 cilindri in linea, Benzina     | 1.368          | 57 (78)         | 115/3000              | 124                  | 13,2                 | 165                 | 18,5                 |
| 1.4 Natural Power 8V 77                 | dall'esordio         | 4 cilindri in linea, Benzina-GNC | 1.368          | 57-51 (78-69)   | 115-104/3000          | 115                  | 16,9                 | 162 (156)           | 15,9                 |
| 1.4 FIRE GPL 8V 77                      | dall'esordio         | 4 cilindri in linea, Benzina-GPL | 1.368          | 57-56 (78-76)   | 115/3000              | 119                  | 13,2                 | 165                 | 13,5                 |
| 1.4 Multiair 16V Start&Stop 105         | dall'esordio         | 4 cilindri in linea, Benzina     | 1.368          | 77 (105)        | 130/4000              | 134                  | 10,8                 | 185                 | 17,5                 |
| 1.4 Turbo Multiair 16V Start&Stop 135   | dall'esordio         | 4 cilindri in linea, Benzina     | 1.368          | 99 (135)        | 206/1750              | 129                  | 8,5                  | 200 (205 Sport)     | 17,9                 |
| 1.3 Multijet 16V 75                     | dall'esordio         | 4 cilindri in linea, Diesel      | 1.248          | 55 (75)         | 190/1750              | 119                  | 13,6                 | 165                 | 22,2                 |
| 1.3 Multijet 16V Start&Stop 75          | dall'esordio         | 4 cilindri in linea, Diesel      | 1.248          | 55 (75)         | 190/1750              | 108                  | 13,6                 | 165                 | 24,4                 |
| 1.3 Multijet 16V 90                     | dall'esordio         | 4 cilindri in linea, Diesel      | 1.248          | 66 (90)         | 200/1750              | 119                  | 11,9                 | 175                 | 22,2                 |
| 1.3 Multijet 16V 90 Dualogic            | dall'esordio         | 4 cilindri in linea, Diesel      | 1.248          | 66 (90)         | 200/1750              | 115                  | 7,9                  | 175                 | 22,7                 |
| 1.3 Multijet Start&Stop 16V 95          | dall'esordio         | 4 cilindri in linea, Diesel      | 1.248          | 70 (95)         | 200/1750              | 110                  | 11,7                 | 178                 | 23,8                 |
| 1.3 Multijet Start&Stop 16V 95 Dualogic | dall'esordio         | 4 cilindri in linea, Diesel      | 1.248          | 70 (95)         | 200/1750              | 107                  | 11,7                 | 178                 | 24,4                 |
| 1.6 Multijet 16V 120                    | dall'esordio         | 4 cilindri in linea, Diesel      | 1.598          | 88 (120)        | 320/1750              | 119                  | 9,6                  | 190 (193 Sport)     | 22,2                 |

## La Punto Evo indiana

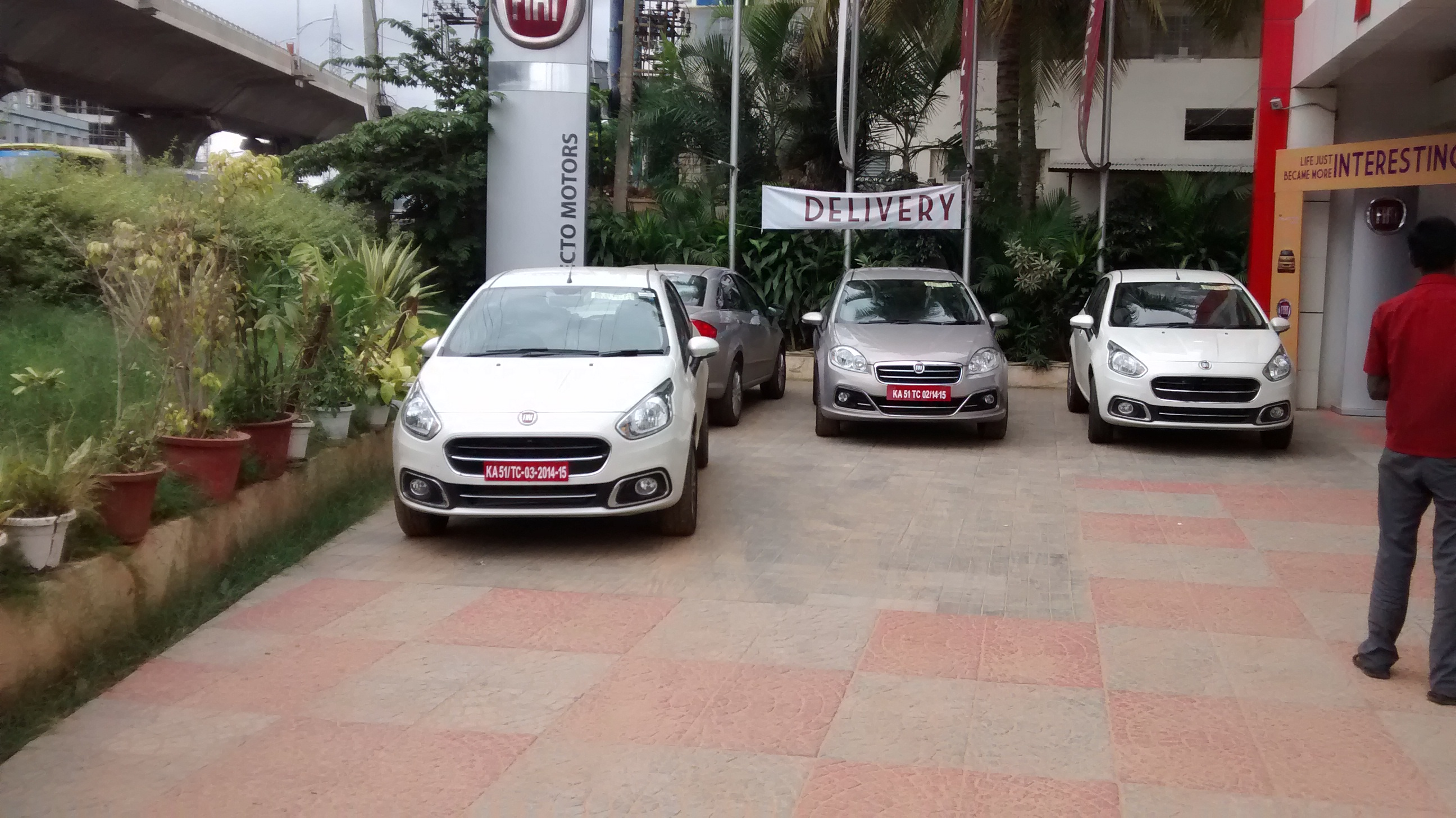
Sulla sinistra e sulla destra, bianchi, due esemplari di Punto Evo indiana

Il restyling della Fiat Grande Punto indiana, presente solo sul mercato locale, è venduto dal 2014 al 2018 con il nome di Punto Evo; si tratta tuttavia di un modello completamente autonomo dalla omonima Punto Evo europea, essendo un semplice restyling della Grande Punto; ne esiste anche una versione  Abarth.